# Phare de Rattray Head
Pour les articles homonymes, voir Rattray.
Le phare de Rattray Head est un phare construit au bout de la péninsule de Rattray Head à Buchan dans l'ancien comté d'Aberdeenshire (maintenant intégré dans le Grampian, au nord-est de l'Écosse.
Ce phare était géré par le Northern Lighthouse Board (NLB) à Édimbourg, l'organisation de l'aide maritime des côtes de l'Écosse.

## Histoire
Rattray Head ou Rattray Point, est un promontoire sur la côte nord-est d'Écosse entre Strathbeg Bay et Rattray Bay. Les dunes de la plage de Rattray Head peuvent atteindre une hauteur de 23 m et s'étendent sur 27 km du village de St Combs à la ville de Peterhead.
Le phare de Rattray Head, qui mesure 37 m de haut, a été érigé sur la plage en 1895. C'est une tour ronde, avec lanterne et galerie, de 20 m posée sur un socle conique en pierre de granit de 10 m de haut. La tour est blanche et le dôme de la lanterne est noir. Il a été construit par les ingénieurs et les frères David Alan Stevenson et Charles Alexander Stevenson. Les maisons des gardiens sont sur le rivage et sont maintenant utilisées comme auberge avec chambre et un salon de thé.
En février 1982, il a été rendu autonome. Il émet une lumière blanche de trois flashs toutes les vingt secondes et marque l'extrémité nord-est de l'Écosse. Il se situe à environ 13 km de Peterhead et à une distance identique de Fraserburgh. Le phare est accessible par une chaussée submersible. Les restes de plusieurs naufrages peuvent encore y être vus sur la plage.

### Lien connexe
- Liste des phares en Écosse